# Bridelia parvifolia
Bridelia parvifolia är en emblikaväxtart som beskrevs av Carl Ernst Otto Kuntze. Bridelia parvifolia ingår i släktet Bridelia och familjen emblikaväxter. Inga underarter finns listade i Catalogue of Life.